# 安徽庐江经济开发区
安徽庐江经济开发区是中华人民共和国安徽省合肥市庐江县的一个类似乡级单位。

## 行政区划
下辖以下地区：
方店社区。